# Largo de São Francisco

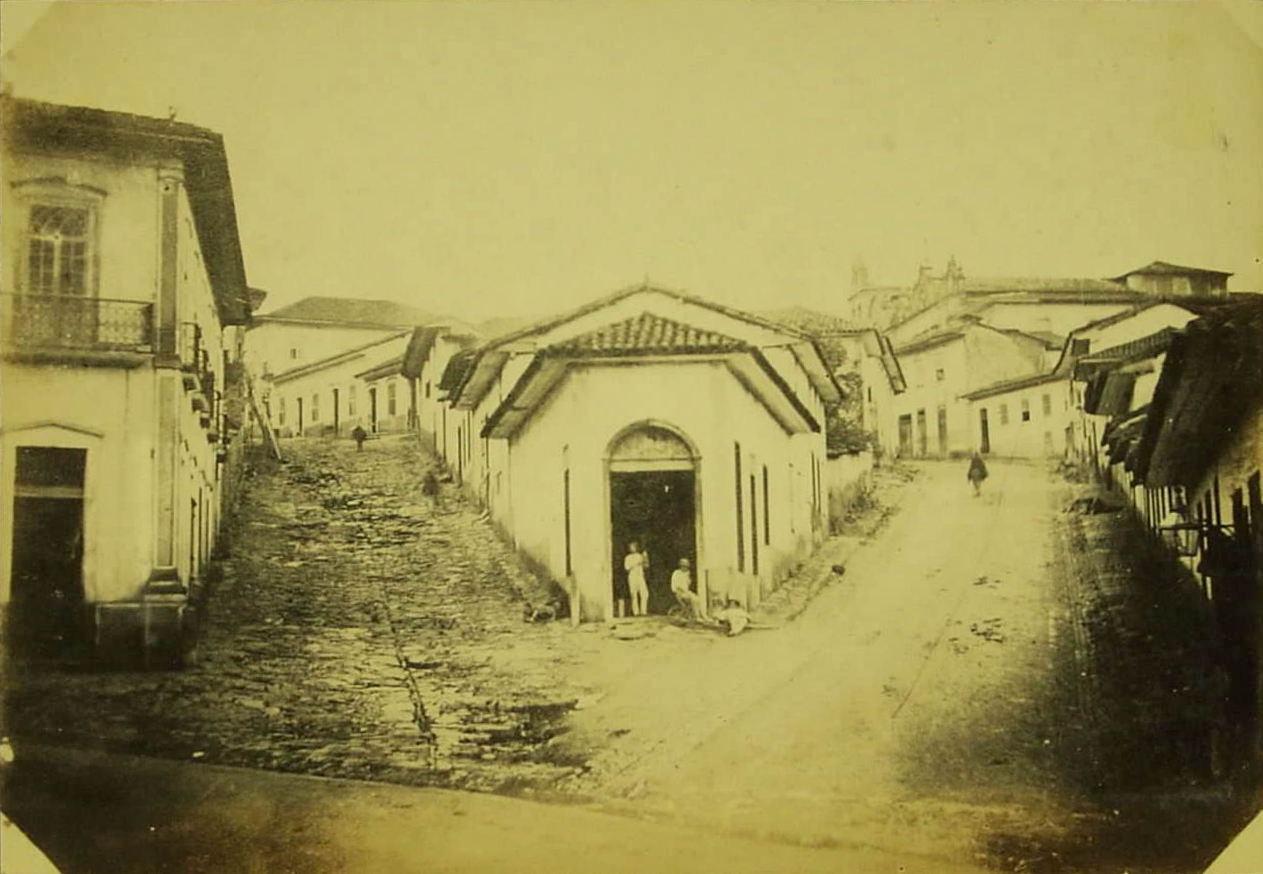
Ladeira do Ouvidor, no largo, ao redor de 1860

O Largo de São Francisco acolhe alguns marcos importantes da história paulistana e é considerado um dos principais conjuntos de arquitetura barroca da cidade de São Paulo. É também conhecido como o "marco zero" de uma das mais importantes avenidas paulistana, a Brigadeiro Luís Antônio. Pode-se dizer que é um logradouro do Centro da cidade de São Paulo, no Brasil. 
Nele estão localizadas a Faculdade de Direito da Universidade de São Paulo (FDUSP) e a Fundação Escola de Comércio Álvares Penteado (FECAP), além da Igreja São Francisco (igreja de Ordem Primeira) e a Igreja da Ordem Terceira da Penitência. A rua lateral chama-se Cristóvão Colombo.

## História
No largo, instalou-se na década de 1640 o Convento de São Francisco, dando origem a um dos mais antigos conjuntos da arquitetura religiosa da cidade de São Paulo. As três construções que compõem o conjunto - a Faculdade de Direito, a Igreja de São Francisco e a Igreja da Ordem Terceira da Penitência – faziam parte de uma pequena fazenda, cuja demarcação bem provavelmente foi estabelecida em 1642.
A Igreja São Francisco de Assis - ou apenas Igreja São Francisco -, começou a ser construída em 1642 e inaugurada em 1647, foi feita em taipa de pilão e suas paredes tem 1,5 metros de espessura. Seu interior, apesar de não ser muito sofisticado, relata a história de padres franciscanos em imagens. Algumas dessas figuras possuíam grande valor, como a de São Francisco, tido como a mais atraente de um convento franciscano no país. É o conjunto de arquitetura barroca considerado o principal da cidade de São Paulo.
Em setembro de 1639, partiu, do Rio de Janeiro, a caravana dos sete freis fundadores do Convento São Francisco de São Paulo, que chegaram ao planalto, em São Paulo, somente em janeiro do ano seguinte.
Inicialmente, os freis ficaram instalados onde hoje é a Praça do Patriarca, no final do Viaduto do Chá. O local revelou-se impróprio para a construção do convento devido à falta de água e à exposição aos ventos que varriam o Vale do Anhangabaú.
Devido às dificuldades iniciais de instalação, outro terreno foi doado pela Câmara da Vila de São Paulo aos franciscanos. As obras começaram somente quatro anos e meio depois. O convento foi inaugurado a 17 de setembro de 1647, junto com a Festa das Chagas de São Francisco.

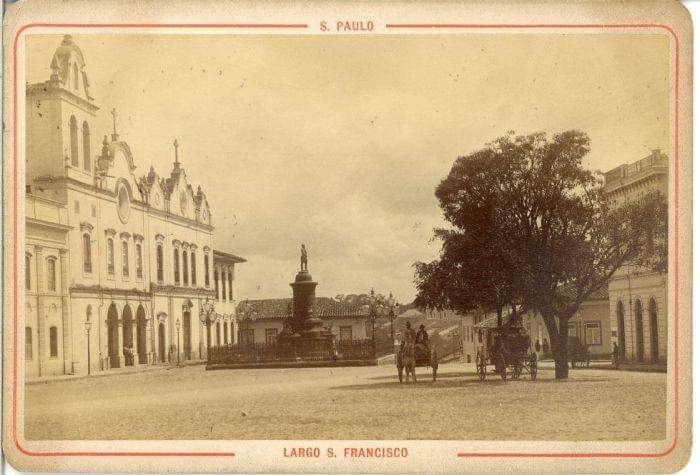
Largo São Francisco em 1900

Por volta de 1800, o terreno em frente ao convento era chamado pelos paulistanos de Largo do Capim, devido à grande quantidade dessa erva no local. A partir de 1828, as instalações do convento foram ocupadas pela Faculdade de Direito de São Paulo, possuindo uma biblioteca aberta a todos os públicos contendo cerca de 300 mil títulos (muitos de autoria de ex-alunos). O terreno em frente à faculdade passou a ser chamado de Largo do Curso Jurídico.
A cara do largo, que era barroca, passou por uma transformação em 1930 quando a construção do Convento de São Francisco foi demolida e acabou se erguendo no lugar um projeto no estilo neocolonial quatro anos depois. A Faculdade se encontra no mesmo lugar até os dias atuais.
A partir de meados do século XIX, o largo passou a ser chamado pelo seu nome atual: Largo de São Francisco.

### Informações
- Todo dia 13 de junho, dia de Santo Antônio, a congregação franciscana distribui 100  mil pães à população pobre como forma de manter uma velha tradição.
- O termo largo nada mais é que um espaço deixado no mapa urbano para criar uma perspectiva para vultosos edifícios. Quase todas as praças do Centro de São Paulo originaram-se de largos.

## Linhas da SpTrans
| N°da Linha | Nome da Linha         |
| ---------- | --------------------- |
| 5106/10    | Jardim Selma          |
| 5119/10    | Terminal Capelinha    |
| 5119/22    | Terminal João Dias    |
| 5370/10    | Terminal Varginha     |
| 5391/10    | Jardim Ângela         |
| 5391/21    | Terminal Guarapiranga |
| 5630/21    | Cidade Dutra          |
| 5632/10    | Vila São José         |
| 5632/21    | Jardim Iporanga       |
| 5632/51    | Jardim Alpino         |
| 6455/10    | Terminal Capelinha    |